# Tiburcio, Valeriano y Máximo

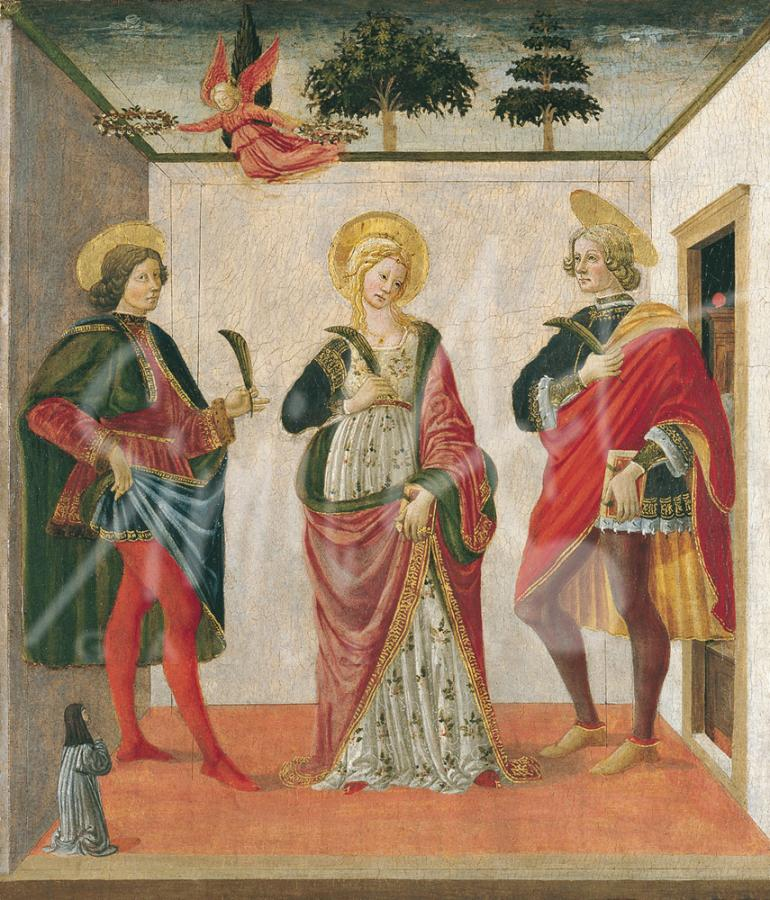
Francesco Botticini: Santos Cecilia, Valeriano, Tiburcio y mujer donante

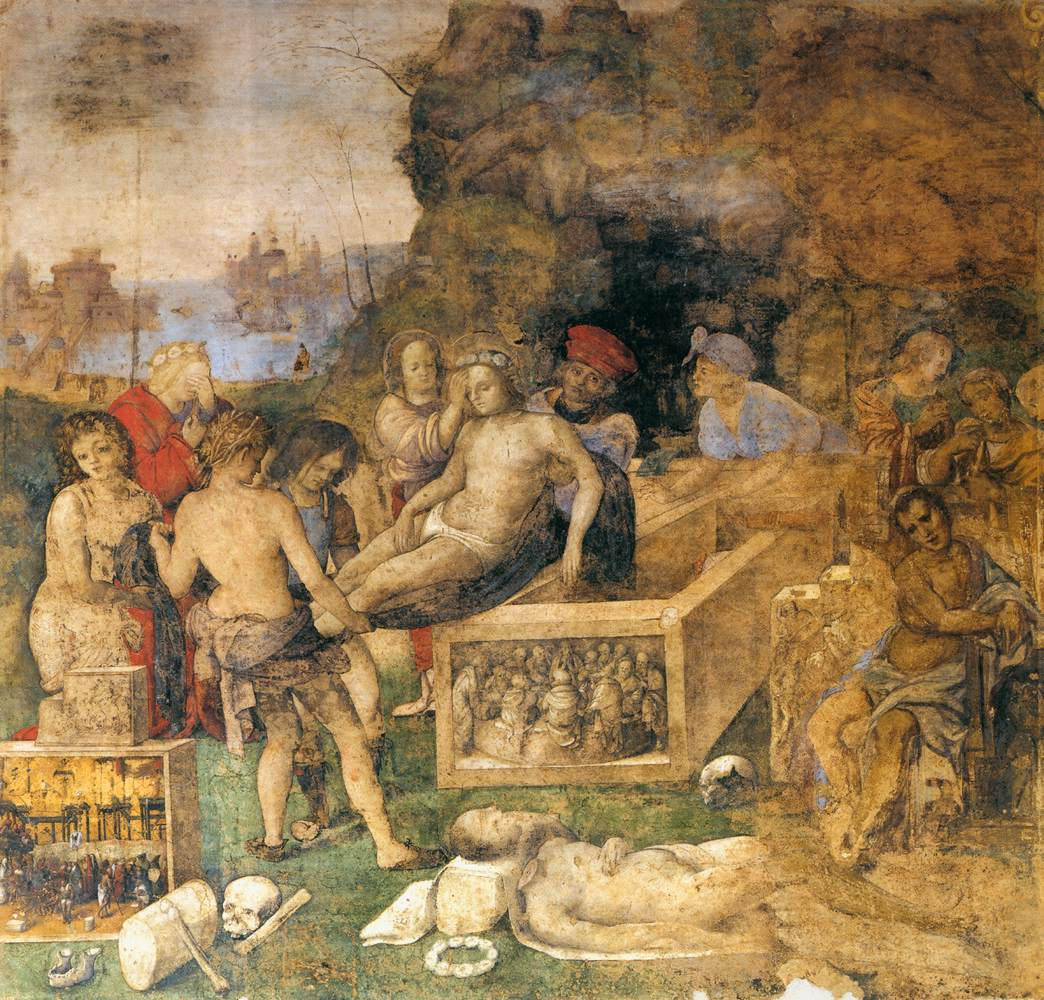
Amico Aspertini: El entierro de los santos Valeriano y Tiburcio

Los santos Tiburcio, Valeriano y Máximo son tres mártires cristianos que fueron enterrados el 14 de abril de un año no especificado en las Catacumbas de Praetextato en la Vía Apia, cerca de Roma.
Según las Actas de Santa Cecilia, una composición de las Actas de los Mártires de mediados del siglo V, Valeriano era el esposo de  Santa Cecilia,  Tiburcio su hermano, y Máximo, un soldado u oficial que fue martirizado con estos dos. La historia fue contada por  Chaucer. Las publicaciones devocionales hacen que la historia sea más creíble al simplificarla.
Los tres mártires fueron tradicionalmente honrados con una fiesta conjunta el 14 de abril, como se muestra en el Calendario Tridentino. La revisión de 1969 del Calendario romano general eliminó esta celebración, ya que lo único realmente conocido de ellos es el hecho histórico de su entierro en las  Catacumbas de Praetextato. Sin embargo, les permitió ser honrados en los calendarios locales.
El decreto de promulgación del Martirologio Romano revisado de 2001 declaró: De acuerdo con la Constitución Sacrosanctum Concilium del Concilio Ecuménico Vaticano II sobre la Sagrada Liturgia, 'los relatos del martirio o las vidas de los santos deben estar de acuerdo con los hechos de la historia ' (art. 92 c), los nombres de los santos incluidos en el martirologio y sus avisos deben ser sometidos con más cuidado que antes al juicio del estudio histórico.
En consecuencia, el martirologio romano revisado ahora simplemente establece, bajo el 14 de abril: «En Roma, en el cementerio de Pretextato en la Vía Apia , Santos Tiburcio, Valeriano y Máximo, mártires».
La Iglesia ortodoxa los honra junto con Santa Cecilia el 22 de noviembre.